# Elektrownia wodna Birsfelden
Elektrownia wodna Birsfelden (Kraftwerk Birsfelden) – największa przepływowa elektrownia wodna w Szwajcarii, na stopniu wodnym piętrzącym wody Renu między Birsfelden a Bazyleą.

## Historia
Budowa elektrowni w okolicach Birsfelden była rozważana jeszcze w XIX wieku, mimo iż w regionie nie brakowało prądu. II wojna światowa wzmogła popyt na energię i paliwa i od 1942 wznowiono plan budowy elektrowni wodnej. Zaangażowana była zarówno strona szwajcarska, jak i niemiecka. Na lokalizację zapory wybrano km 163,83 Renu, a wstępny projekt wraz ze śluzami, z udziałem Hansa Hofmanna, ekologa i działacza Schweizerische Vereinigung für Heimatschutz ostatecznie opracowano w 1947. W 1950 udzielono koncesji na budowę i w formie partnerstwa publiczno-prywatnego (prywatne przedsiębiorstwa Elektra Baselland i Elektra Birseck) powstała spółka Kraftwerk Birsfelden AGM.
Elektrownia była ósmą z kolei hydroelektrownią oddaną do użytku w górnym biegu Renu (Hochrhein), a trzecią pod względem zainstalowanej mocy. Pomiędzy 2014 a 2017 przeprowadzono większe prace utrzymaniowe przy części technicznej.

## Architektura
Wznoszone w Szwajcarii budowle hydrotechniczne były do II wojny światowej podporządkowane funkcji, a architektura była kwestią wtórną. Powojenny cud gospodarczy w Niemczech, a także w Szwajcarii spowodował chęć manifestacji postępu, którego symbolem był m.in. budynek maszynowni Birsfelden.
Projekt budynku maszynowni i otoczenia powierzono w 1951 Hansowi Hofmanowi, wraz z biurem architektonicznym Bercher & Zimmer i ogrodnikiem miejskim R. Arioli. Podłużna, przeszklona hala była proponowana od samego początku, przy czym nie udało się zrealizować publicznie dostępnego przejścia przez maszynownię. Widelcowaty biało-zielony szkielet zapewniał stabilność budowli mimo dużej ilości szkła.
Po ukończeniu budowy Szwajcarzy zachwalali ją sloganem: Birsfelden, Miss Europa wśród elektrowni (Birsfelden, die Miss Europa unter den Kraftwerken). Prof. Vischer mówi wprost o pałacu prądu (Strompalast). Doceniono też udane wkomponowanie w krajobraz. Charakterystycznym elementem architektonicznym jest też 6 wieżyczek przy jazach.
W latach 1975–1979 dobudowano drugą śluzę.

## Dane techniczne
Głównymi urządzeniami elektrowni są cztery turbozespoły z turbinami Kaplana o średnicy wirnika 7,27 m sprzężonych z generatorami o mocy 28,6 MVA. Moc zainstalowana elektrowni wynosi 100 MW, a średnia produkcja roczna to 555 GWh. Sprzężone transformatory blokowe podwyższają napięcie z 6,6 kV do 50 kV.

## Zapora
Zapora liczy pięć przęseł szerokości 27 m w świetle i konstrukcyjnie piętrzy wodę na wysokości 254,25 m n.p.m. Ruchome jazy umożliwiają regulację lustra wody i mają wbudowany awaryjny spust.
Budowa zapory obniżyła moc elektrowni Augst-Wyklen, przy czym było to zaplanowane i bilans okazał się korzystny.
Chodnik na zaporze, dostępny również dla rowerzystów umożliwia przejście przez Ren między Birsfelden i Bazyleą oraz dostęp do wyspy.